# 이치구알라스토
이치구알라스토 자연공원은 아르헨티나 북서부의 산 후안 지방에 위치한 자연공원이다. 공원 바로 북쪽에 타람파야 자연공원이 있으며, 이 두 공원은 유네스코 지정 세계유산에 같이 등록되었다.
해발 1,300m가량의 고원지대에 위치해 있으며 매우 건조한 기후를 띈다. 비는 여름에만 잠시 오며 최고 기온은 섭씨 45도까지 올라간다.
약 2.3억년 전 트라이아스기에 살았던 공룡의 흔적이 남아있는데, 지금까지 알려진 것들 중 가장 오래된 것들도 포함되어 있다. 이 화석들은 바위에 잘 보존되어 있으며 그 양과 중요성에서는 세계적으로 손꼽힌다. 현재 이 지역의 화석들을 통하여 고대 공룡과 원시 포유류의 연구가 활발히 진행되고 있다.

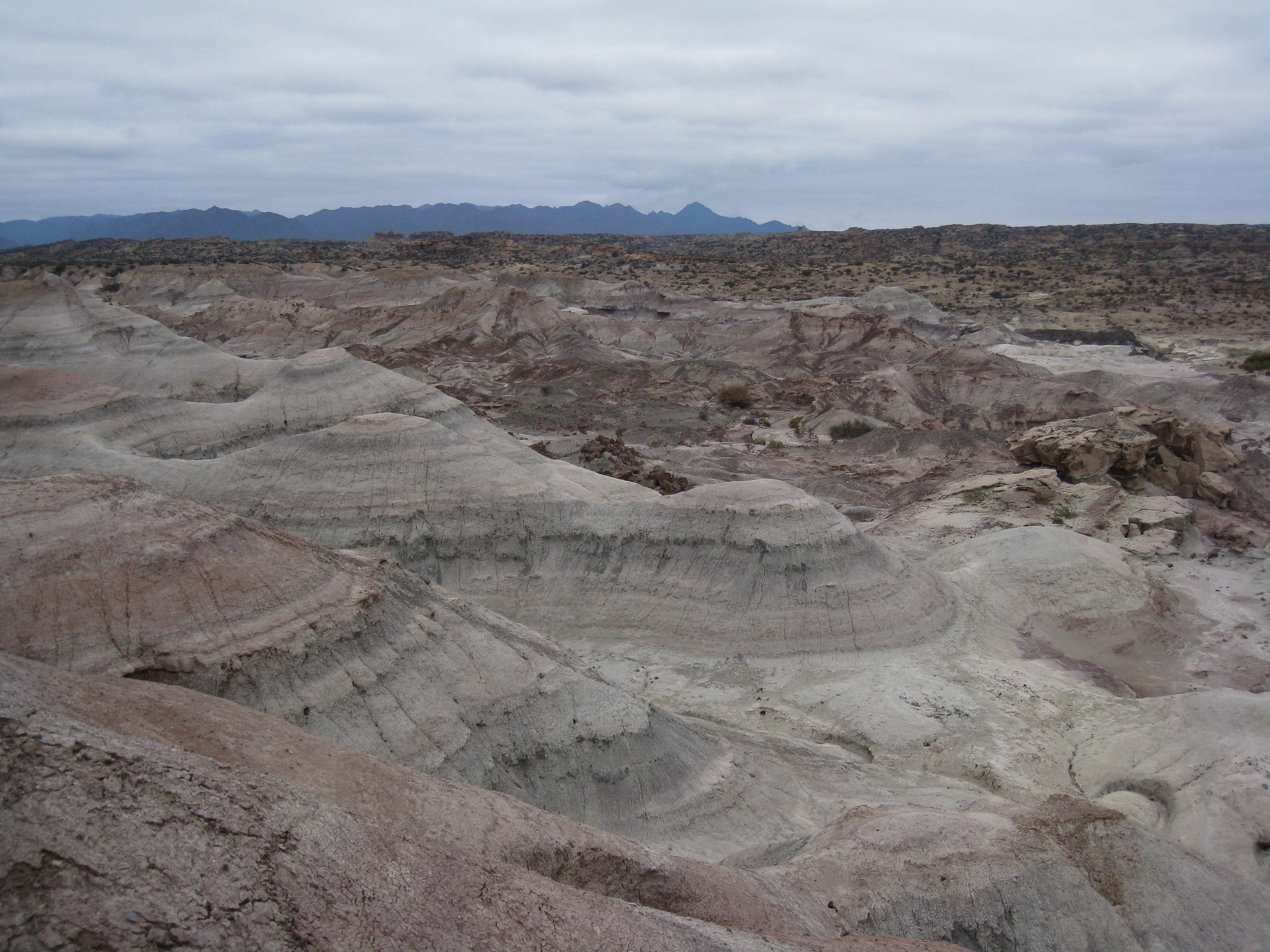
달의 계곡